# Пиетро дела Скала
Пиетро делла Скала (на италиански: Pietro della Scala; * ок. 1330, Верона; † 1393, Мантуа) от рода делла Скала, е от 1350 до 1387 г. епископ на Верона.

## Произход
Той е извънбрачен син на Мастино II делла Скала, господар на Верона. Полубрат е на:
- Кангранде II делла Скала (1332 – 1359)
- Албоино II делла Скала (1333 – 1375)
- Кансинорио делла Скала (ок. 1334 – 1375)
- Верде дела Скала († 1394), омъжена на 19 май 1362 за Николо II д’Есте (1338 – 1388)
- Беатриче делла Скала (* 1331, † 18 юни 1384), омъжена 1350 за Бернабо Висконти (1319 – 1385)

Папа Урбан VI го прави през 1350 г. епископ на Верона.